# Maurice Mandelbaum
Maurice Mandelbaum (9 de diciembre de 1908, en Chicago – 1 de enero de 1987, Hanover, Nuevo Hampshire) fue un filósofo americano. Mandelbaum ejerció como profesor titular de filosofía en la Universidad Johns Hopkins desde 1957; trabajando esporádicamente en las Universidades Dartmouth College y Swarthmore College. Obtuvo dos licenciaturas en la Universidad de Dartmouth y su doctorado en la Universidad de Yale. Su trabajo es reconocido por sus aportes en la fenomenología, la epistemología, el realismo crítico y en la filosofía de la historia.Fue distinguido con la Beca Guggenheim.

## Obras
- The Problem of Historical Knowledge, 1938
- The Phenomenology of Moral Experience, 1955
- Philosophy, Science and Sense Perception, 1964
- History, Man, and Reason: A study in Nineteenth Century Thought, 1971
- The Anatomy of Historical Knowledge, 1977
- Philosophy, History, and the Sciences, 1984